# 魚叉式網路釣魚
魚叉式網路釣魚（英語：Spear phishing）指一種源於亞洲與東歐，只針對特定目標進行攻擊的網路釣魚攻擊。當進行攻擊的駭客鎖定目標後，會以電子郵件的方式，假冒該公司或組織的名義寄發難以辨真偽之檔案，誘使員工進一步登錄其帳號密碼，使攻擊者可以以此藉機安裝特洛伊木馬或其他間諜軟體，竊取機密；或於員工時常瀏覽之網頁中置入病毒自動下載器，並持續更新受感染系統內之變種病毒，使使用者窮於應付。
由於魚叉式網路釣魚鎖定之對象並非一般個人，而是特定公司、組織之成員，故受竊之資訊已非一般網路釣魚所竊取之個人資料，而是其他高度敏感性資料，如智慧財產權及商業機密。

## 另見
- 網路釣魚

## 外部連結
- Microsoft - Spear phishing: Highly targeted scams（英文）
- PC World - Threat Alert: Spear Phishing （页面存档备份，存于）（英文）
- NY Times - Gone Spear-Phishin' （页面存档备份，存于）（英文）